# Carlos Ameghino
Carlos Ciriaco Ameghino (Luján, 16 giugno 1865 – 12 aprile 1936) è stato un paleontologo ed esploratore argentino.
Tra i suoi numerosi viaggi di ricerca e osservazione in Argentina, alcuni con il fratello Florentino, particolarmente importanti sono i dodici compiuti in Patagonia.

## Biografia
Terzo figlio di una modesta famiglia di immigrati italiani, subito dopo aver concluso le scuole elementari a Luján nel 1876, iniziò giovanissimo i suoi studi naturalistici da autodidatta accompagnando il fratello maggiore Florentino alla ricerca di fossili nelle pampas della provincia di Buenos Aires e del Chaco. A partire dal 1887, dopo che il fratello era diventato vicedirettore del Museo di La Plata, riprese i suoi viaggi da solo dedicandosi invece a esplorare il sud dell'Argentina: il bacino del fiume Santa Cruz e del lago Argentino, quelli dei fiumi Chubut, Chico, Deseado, Gallegos e lo stretto di Magellano.
Durante le sue esplorazioni percorse in lungo e in largo l'inospitale territorio patagonico; ebbe così modo di scoprire numerosi resti fossili e di stendere dettagliate relazioni paleontologiche e geologiche che inoltrava regolarmente al fratello maggiore; quest'ultimo si occupava poi di analizzare il materiale e i dati ricevuti e di elaborare le relative teorie scientifiche. Di questa "società familiare" degli Ameghino faceva parte anche un terzo fratello, Juan, un botanico che non si occupò mai dei fossili recuperati o analizzati dagli altri due, ma contribuì comunque al loro interesse scientifico gestendo le due librerie di famiglia (quella di Buenos Aires venne chiamata "Il Gliptodonte") con i cui proventi pagò in gran parte le loro spedizioni. Carlos riuscì anche a dimostrare l'esatta sovrapposizione di due piattaforme glaciali del Terziario, quella patagónica e quella santacruceña.

## Pubblicazioni
- (ES)  Exploración geológica en la Patagonia, in Boletín del Instituto Geografico Argentino, 1890.
- (ES)  Relazioni di viaggio sugli Anales de la Sociedad Científica Argentina, 1903.
- (ES)  Investigaciones antropológicas y geológicas en el litoral marítimo sur de la provincia de Buenos Aires (con Luis Maria Torres), 1913.
- (ES)  El fémur de Miramar. Una prueba más de la presencia del hombre en el Terciario de la República Argentina, Buenos Aires, Coni Hermanos, 1915.
- (ES)  Dos nuevas especies de toxodontes, 1917.
- (ES)  Los yacimientos arqueolíticos y osteolíticos de Miramar; la cuestión del hombre terciario en la Argentina, resumen de los principales hechos después del fallecimiento de Florentino Ameghino, Buenos Aires, 1918.
- (ES)  Descripción del Megatherium Gallardoi C. Amegh. descubierto en el pampeano inferior de la ciudad de Buenos Aires (con Lucas Kraglievich).